# Taktische Navigation

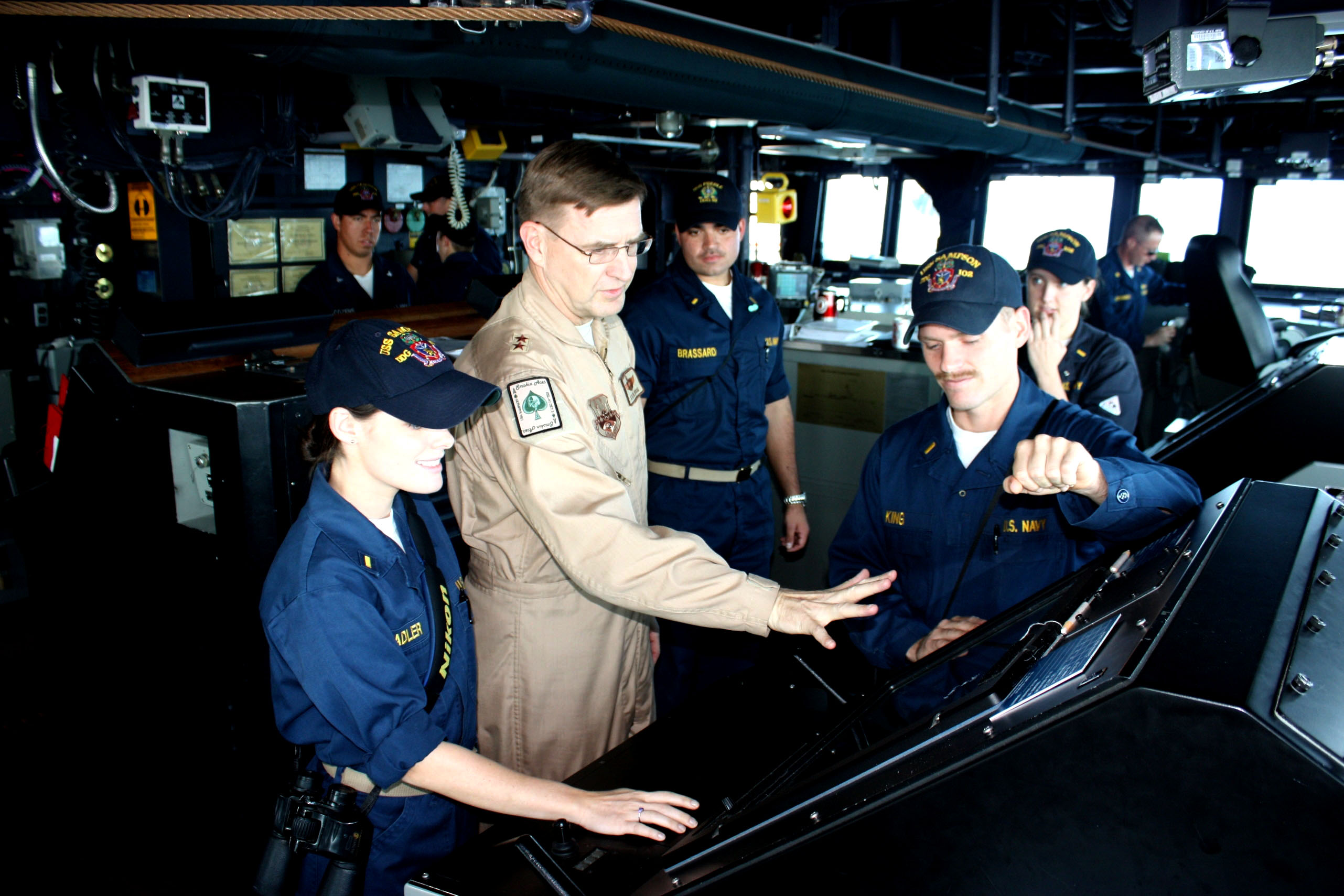
Luftwaffen-Generalmajor Stephen Hoog an einem Radar, das die Taktische Navigation steuert.

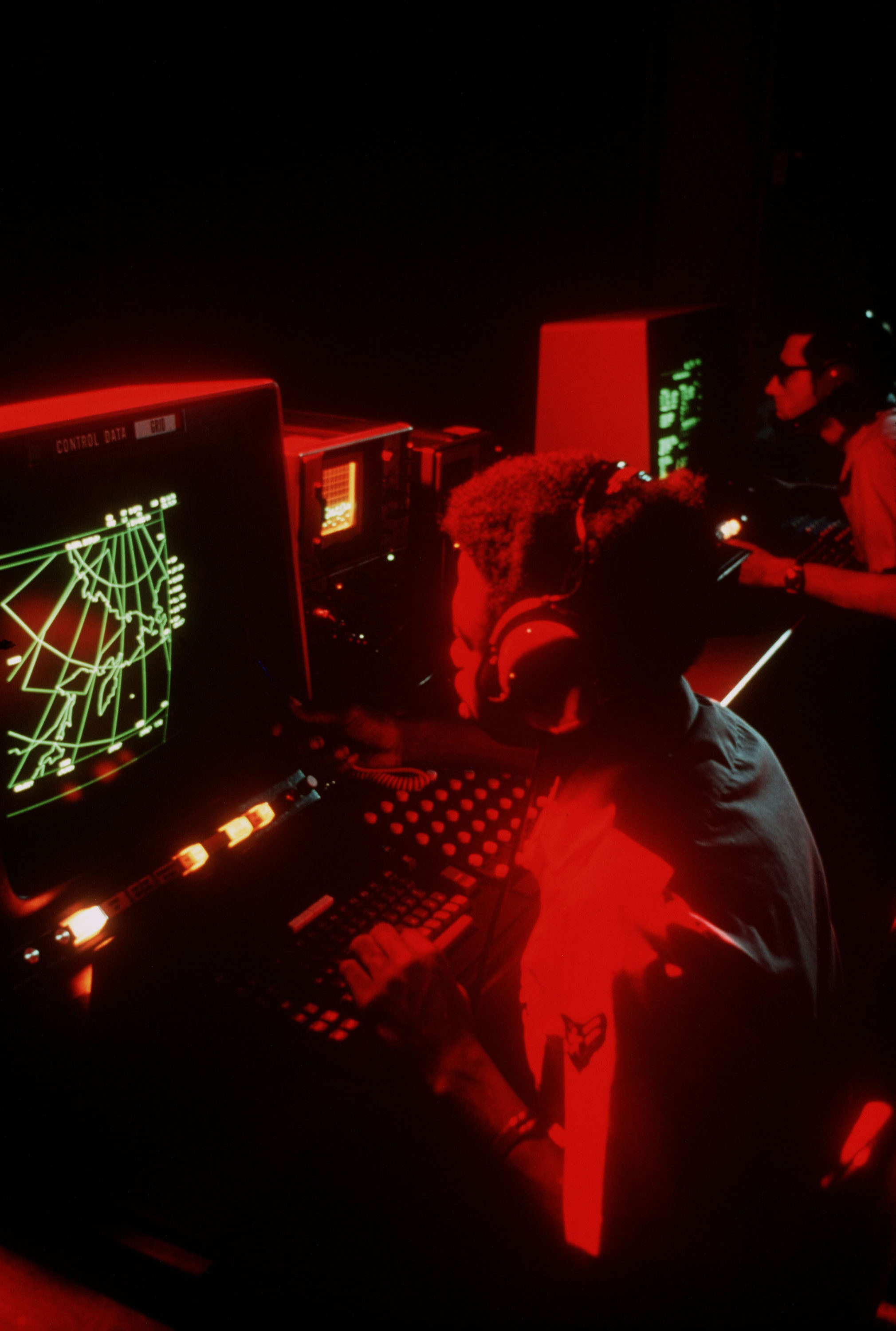
Radareinsatz unter Gefechtsbedingungen

Die Taktische Navigation stellt eine Reihe von Lösungen zur Verfügung, die für unterschiedliche Anforderungen bei Schiffsmanövern, insbesondere bei der Marine, erforderlich sind. Diese Aufgaben stellen sich stets in einem Verband von Schiffen, der aus taktischen Gründen eine bestimmte Form (Formation) haben soll.

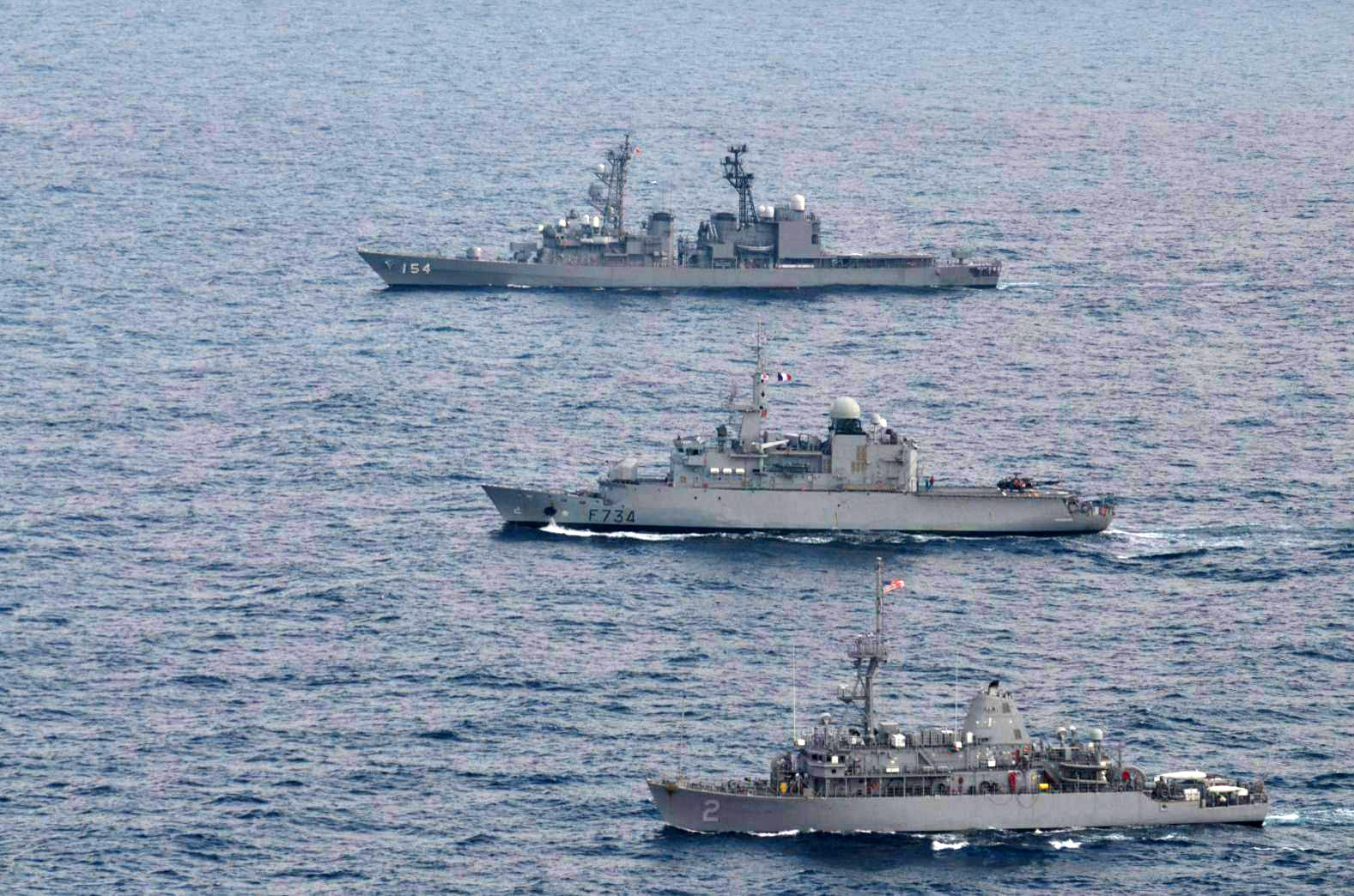
Formationsfahrt an der Nordwestküste Japans: Der japanische Zerstörer Amagiri der Asagiri-Klasse (DD 154), die französische Fregatte FNS Vendemiaire (F 734), Baujahr 2010, und der US-Minensucher USS Defender (MCM 2) der Avenger-Klasse

Gesteuert wird die Taktische Navigation immer von dem Führungsschiff (englisch Guide), auf dem sich der Flottenkommandant oder zumindest der für dieses Kommando (Gefecht oder Übung) verantwortliche Offizier befindet. Die Taktische Navigation wurde sicherlich schon angewendet, seitdem Kriegsführung auf See stattfindet. In der Zeit der großen Seegefechte unter Segel im 17. bis 19. Jahrhunderts wurde diese Technik durch schnelle Signalführung deutlich verbessert.
Mit der Einführung der Dampfschiffe und weiterer modernerer Schiffsantriebssysteme und damit völliger Unabhängigkeit von der Windrichtung und dem Wind als Fortbewegungshilfe sind weitere Aufgaben hinzugekommen. Heute unterscheidet man die folgenden Manöver:
- Stationieren (mit befohlener Fahrt, Zeit oder befohlenem Kurs). Dies bedeutet, dass eine bestimmte Position zum Guide eingenommen werden soll, wobei ein Faktor, nämlich die Geschwindigkeit, die dafür benötigte Zeit oder der einzunehmende Kurs festgelegt ist
- Stationieren bei gleichzeitiger Kurs- und/oder Fahrtänderung des Guide
- Ausweichen bei Kollisionskurs
- Formationsfahrt ähnlich dem Formationsflug

Wichtigstes Hilfsmittel für das Koppeln ist die Koppelspinne und das Plot. Die Koppelspinne ist ein quadratisches, ca. 30 cm × 30 cm großes Blatt mit verschiedenen Maßstäben und Skalen zum Umrechnen am Blattrand sowie ein 360°-Polarkoordinatenpapier mit Gradeinteilung zur Darstellung von relativen Bewegungen zur eigenen Position. Die Darstellung entspricht im weitesten dem Abbild eines Radarbildes. Im Unterschied zu handelsüblichem Millimeterpapier sind die Gradlinien in grüner Farbe gedruckt, damit diese bei (roter) Gefechtsbeleuchtung überhaupt noch sichtbar sind.
Das Plot hingegen ist ein Messtischblatt-großes mit Rasterpunkten versehenes Blatt zum Eintragen absoluter Positionen, Richtungen (Peilungen) und Bewegungen.
Mit der fortschreitenden Technisierung gibt es mittlerweile auch Softwarelösungen für derartige Aufgabenstellungen ähnlich dem Tactical Air Navigation (TACAN) bei der Luftfahrt.